# Aurelius Marie
Aurelius John Lamothe Marie (ur. 23 grudnia 1904 w Portsmouth, zm. 28 września 1995) – dominicki polityk i sędzia, prezydent Dominiki od 25 lutego 1980 do 19 grudnia 1983 roku.
Pracował w magistracie oraz jako sędzia. W 1980 został wybrany przez Zgromadzenie Narodowe na stanowisko prezydenta, które pełnił do 1983, kiedy to zastąpił go Clarence Seignoret.